# Eugenio Zoppi
Eugenio Juan Zoppi (n. Buenos Aires, 15 de marzo de 1923 - 28 de julio de 2003)  fue un dibujante argentino.

## Biografía
Luego de realizar diversos trabajos para ganarse la vida, comenzó a armar y retocar originales en una revista de historietas, donde conoció a Alberto Breccia, quien lo alentó a iniciarse en la profesión. 
A partir de 1948 colaboró en las revistas Ra-Ta-Plan, Historietas y Espinaca, de Editorial Láinez; El Tony, de Columba; Cinemisterio de Editorial Abril, y en los diarios Época y La Razón. le tocó dibujar el primer guion escrito por Héctor G. Oesterheld, Alan y Crazy, en 1950.
Para el exterior, colaboró con Fleetway y Thomson de Gran Bretaña, Zig Zag y Lord Cochrane de Chile y Giornalino y Lanciostory, de Italia.
También trabajó mucho en publicidad, realizando storyboards, como freelance.
Dibujó con mucho éxito las aventuras de Misterix durante varios años. Dirigió el suplemento de historietas Mac Perro, para la revista Billiken, y en 1979, el equipo que dibujó la enciclopedia en forma de historieta "Historia de la Humanidad", que se publicó en varios países de habla hispana. Colaboró también con la Editorial Record en los '70 y '80.
A comienzos de la década de los '80 fue presidente de la Asociación de Dibujantes de la Argentina.
Una escuela de dibujo en Morón lleva su nombre. 
Falleció el 28 de julio de 2003. 
- Datos: Q5850621